# Пасіконе
Пасіконе (пол. Pasikonie) — село в Польщі, у гміні Кампінос Варшавського-Західного повіту Мазовецького воєводства.
Населення — 180 осіб (2011).
У 1975-1998 роках село належало до Варшавського воєводства.

## Демографія
Демографічна структура станом на 31 березня 2011 року:
|          | Загалом | Допрацездатний вік | Працездатний вік | Постпрацездатний вік |
| -------- | ------- | ------------------ | ---------------- | -------------------- |
| Чоловіки | 83      | 18                 | 54               | 11                   |
| Жінки    | 97      | 21                 | 53               | 23                   |
| Разом    | 180     | 39                 | 107              | 34                   |